# Luisiana
Luisiana is een gemeente in de Filipijnse provincie Laguna op het eiland Luzon. Bij de laatste census in 2010 telde de gemeente ruim 20 duizend inwoners.

## Geografie

### Bestuurlijke indeling
Luisiana is onderverdeeld in de volgende 23 barangays:
| - Barangay Zone I - Barangay Zone II - Barangay Zone III - Barangay Zone IV - Barangay Zone V - Barangay Zone VI - Barangay Zone VII - Barangay Zone VIII - De La Paz - San Antonio - San Buenaventura - San Diego | - San Isidro - San Jose - San Juan - San Luis - San Pablo - San Pedro - San Rafael - San Roque - San Salvador - Santo Domingo - Santo Tomas |

## Demografie
Luisiana had bij de census van 2010 een inwoneraantal van 20.148 mensen. Dit waren 893 mensen (4,6%) meer dan bij de vorige census van 2007. Ten opzichte van de census van 2000 was het aantal inwoners gegroeid met 3.039 mensen (17,8%). De gemiddelde jaarlijkse groei in die periode kwam daarmee uit op 1,65%, hetgeen lager was dan het landelijk jaarlijks gemiddelde over deze periode (1,90%).

De bevolkingsdichtheid van Luisiana was ten tijde van de laatste census, met 20.148 inwoners op 73,31 km², 274,8 mensen per km².